# クリア・ノートとヴィノー
クリア・ノートとヴィノーは、雷句誠の漫画『金色のガッシュ!!』の登場人物であり、同作のラスボスである。アニメ版には登場しない。

## クリア・ノート
- 本の色：透明[1]

「滅亡の子」「魔物を滅ぼそうとしている魔物」。生まれた時から「魔物を滅ぼす」という意思や使命を内封し、自身を人類の科学の発展が生んだ「人類を滅ぼす力」である核兵器同様、魔物の進化が生んだ「魔物を滅ぼす存在」とする独特の価値観と使命を持ち、王の特権によって魔界の魔物を全て消した後、自分自身も自害するつもりでいる。見かけは人間に近い姿の美少年のようだが、出会った瞬間に分かる黒く禍々しい魔力を持つ。
父親の魔物はセブン・ノートで、母親は人型の魔物のレミー・ヴィムだが、クリアによるとクリアを恐れて逃げたのかクリアが消してしまったのかは謎だが、気づいた時には居なかったらしい。デュフォーに「愛情という概念がない」と指摘され、自分と他者の違和感を知って喜んでいた。
彼の持つ術は「消滅の力」で、相手の術や物質を消し去ってしまう。身体能力や体力も圧倒的で、瞬間移動が如きスピードで移動し、術無しでもギガノ級の術などを片手か指先で弾き、ガッシュの「バオウ・クロウ・ディスグルグ」すらクリアにとっては弱い術で素手で受け止めたりしていた。魔物の感知能力に関しても並の魔物よりずば抜けており、半径5千km内にいる魔物なら正確に居場所が分かる。
性格は超然としながら極めて冷酷で、魔物を消す時も笑いも哀れみもせずいなくなるのが当たり前のものとしている。極悪な性格のミールにさえ「悪魔」と称され恐れられる。戦いが開始してからしばらくはパートナー・ヴィノーが言葉を話せなかったため、実際に倒した魔物の数は極端に少なく（そのため、ゴームを仲間にしてから色々な魔物を倒すよう命令していた様子）、アシュロンが最初の相手（作者ブログより）であり彼をライバルと見ている。空間を操る力を持つゴームと特権で魔物を消す時の対象外にする約束で結託し、その力を使っていた。
ブラゴを狙ってゴームと共にフランスのシェリーの別荘に現われるが、それを察知したガッシュとアシュロンたちと戦い圧倒的な力を見せ付ける。最終的にアシュロンの捨て身の攻撃で腹を貫かれるが倒すまでには至らず、ほとんど皮一枚で繋がるほどの重傷を負い、その治癒および完全体へと進化するためにゴームが作り出す異空間へ逃亡。ガッシュたちに10ヶ月間の猶予を与えざるを得なくなり、異空間で繭のような姿で完全体となる時を待っていた。しかし、7ヶ月目にゴームに裏切られたことで完全体には達しておらず、冠の付いた不思議な形状の衣を纏った姿で再登場した。どこか超然とした余裕があった以前とは性格が変わっており、魔物の消滅（ティオが送還された時）に高笑いを行うなど傲慢さや凶悪さ、残忍さが増している。この姿では当初の美形の容姿を保っているが、自らが作り出した「バードレルゴ」や「ザレフェドーラ」に分けた力を自らに戻す度に姿が不気味に変化しながら完全体に近づいていき、今度は甲冑を着込んだような姿になりコンビネーションを発揮する前のガッシュとブラゴを圧倒する力を得た。
力を発揮したブラゴの術に「シン・クリア・セウノウス」を抑えられ、さらに「バオウ・ザケルガ」の直撃を受けるが、結果的にそれが最後の引き金となって自らに存在する「消滅の力」そのものである「シン・クリア・セウノウス」に自我も力も全て飲みこまれて「抜け殻」となり、「消滅の力」は「完全体」へと進化した。再登場時に性格が変わっていたのは、完全体に近づくことでクリアの自我が「消滅の力」に侵食されていたためであった。
戦いの末に本を燃やされ魔界に送還されたが、悪い消滅の力を全て失ったことで以前の記憶・姿・性格・力は失っており、ガッシュが魔界の王となった際に新たに肉体と名前を与えられ、魔物の少年・ワイトとして生まれ変わり、魔界の学校に通っている。かつてのクリアからは想像もつかないほど無邪気な性格となっており、魔界で楽しく暮らしている様子。ワイト＝クリアであるという事実はガッシュ（と手紙で教えられた清麿）しか知らない。 

### 呪文
1. スプリフォ
掌から魔物の呪文の効力を消滅させるエネルギー弾を放つ。防御系呪文であり、以後呪文に「スプリフォ」と付くのも同様である。初級術であり効果範囲は狭いながらも、ブラゴの上級呪文「バベルガ・グラビドン」の一部を完全に無力化するほどの威力。
2. ラディス
掌から物質を消滅させるエネルギー弾を放つ。「スプリフォ」と対になる攻撃系呪文であり、以後呪文に「ラディス」と付くのも同様である。初級術であり効果消滅の度合いは標的の強度によって異なる（ある程度の強度がある魔物の子でも筋などを失い痩せ細ってしまう）。初級術ながらブラゴをこれ一つでほぼ完全に無力化させるほどの威力。
3. バ・スプリフォ
全身から魔物の呪文の効力を消滅させるエネルギーを放つ。
4. アム・ドュ・スプリフォ
大きな両腕の形をした消滅エネルギーが相手の術を包み込み消し去る。術を消滅させる力は「スプリフォ」よりも強く、ブラゴの「ニューボルツ・マ・グラビレイ」すら易々と消し去って見せた。最終決戦時では「テオザケル」と「ニューボルツ・マ・グラビレイ」の同時攻撃すら片方ずつの腕で消し去っていたが、術の威力が上がったのかは不明。
5. ラージア・ラディス
「ラディス」の強化版。より広範囲に消滅エネルギーを放ち、当たったものを消滅させる。
6. クエア・スプリフォ
ガラス板状の「スプリフォ」によって敵の術を無効化する。他の「スプリフォ」系の呪文と違い、盾のような役割をなす。
7. ランズ・ラディス
巨大な槍の形をした消滅エネルギーを出現させ、手の動きに合わせて操り攻撃する。貫通力に優れ、かつてアシュロンの胸に大きな傷を付けた。
8. ギール・ランズ・ラディス
「ランズ・ラディス」に刃が付加された消滅エネルギーを出現させ、手の動きに合わせて操り攻撃する。切れ味に優れ、「ランズ・ラディス」を防いだアシュロンの盾を破壊し「竜の鱗」までもバラバラにするほどの威力。
9. シン・クリア・セウノウス
クリアの術の頂点に位置する最大呪文で「シン」の術の一つ。両手から神々しい精霊を模した超巨大消滅エネルギーを出現させ、触れた術や物質を消滅させる。ガッシュとの最初の戦いでは「バオウ」に食べられても消滅の力は消えないことを利用し内部から「バオウ」の腹を破り、破壊した（この時、ほとんどが打ち消されたが頭部だけが残っていた）。最終決戦で放たれた際には、地球の力を借りたブラゴの「シン・バベルガ・グラビドン」に押し潰されその直後に「バオウ」で破壊したかに見えたのだが、ヴィノーの意図すら超えて自分の意思で動き出す。顔に当たる部分は仮面であり、白く硬質な表情の下に骸骨のような恐ろしい表情を隠し、仮面を外すと全体の色がどす黒く変化しさらなる異形の姿となるなど、他の魔物が行使するあらゆる術とは一線を画す性質を持つ。クリアの語る「完全体」とは、クリアの「力の本質」であるこの術が魔物であるクリアを支配し取り込んだ状態のことであった。
10. リア・ウルク
クリア自身のスピードを上げる。クリアの所持する術の中では比較的低級の術らしく、パワーは強化されない模様。しかし、元来ずば抜けた身体能力を誇るクリアが使用した場合、アシュロンの「シン・フェイウルク」を避けることすら可能になるほどのスピードを得られる。
11. シン・クリア・セウノウス・ザレフェドーラ
クリアが完全体へと進化する過程で出現した、彼の右手から発動される「シン」の術の一つ。当初はクリアの右手から消滅エネルギー弾だけが放たれ、キャンチョメとパピプリオの本を燃やした。最終決戦では、超巨大な砲台とそれと一体化した魔物型の砲手を生み出した（クリア自身の頭には内部にモニターを備えた特殊なヘルメットが装着される）。砲手である老兵のような姿をした「ザレフェドーラ」自体が独立した意思を備えており、クリアの桁外れの魔物感知能力による追尾、もしくはパートナーであるヴィノーの目を通して標的の位置を特定することで砲塔から追尾機能を備えた消滅エネルギー弾を発射し、超長距離からの狙撃を行う。射程・威力共に極めて高く連射機能をも備えている上、命中精度も極めて高い。しかし連射しすぎると「ザレフェドーラ」が傷つく。この巨大な砲台と土台も超強力な破壊力を持つ砲弾として撃つことができ、盾などに衝突すると大量の消滅波を放出する。最後は砲台と土台を発射したものの、砲台はティオの「チャージル・セシルドン」でティオが魔界に送還されるのと引き換えになる形で防がれ、土台はブラゴの「ニューボルツ・シン・グラビレイ」で倒されクリアの右手に戻っていった。クリアが自身で作った呪文。
12. テオラディス
「ラディス」の強化版。広範囲に消滅エネルギーを放ち、当たったものを消滅させる。
13. シン・クリア・セウノウス・バードレルゴ
クリアが完全体へと進化する過程で出現した、彼の左手から発動される「シン」の術の一つ。2本の腕を備えた骨の怪鳥を模した、超巨大な魔獣を放つ。この術自体が独立した意思を備えており、音速以上で高速飛行し、自ら標的に向かって襲いかかる。強い力を持ち、ティオの「チャージル・セシルドン」に真正面から衝突しても打ち消されない。全身から強力な消滅エネルギーを発しており、触れるだけで他の物質を消滅させてしまう。消滅エネルギーを全身から発している特質上、「バードレルゴ」自身も時間と共に身体は消滅していくのだが、身体が小さくなればなるほどスピードが上がる特質をも備えており、任意で身体を分解することでさらなる超高速移動を可能とし、数で標的を仕留める戦法を取ることも可能ないわば「全身兵器」ともいえる。最後は捨て身でウマゴンたちを追い込むが、ガッシュの新呪文に消滅の壁を破かれ、そのままクリアの左手に戻っていった。クリアが自身で作った呪文。
14. ディオガ・ランズ・ラディス
「ギール・ランズ・ラディス」よりもさらに強力で巨大な槍を放つ。
15. バ・ランズラディス
自身の周囲から、複数の「ランズ・ラディス」を四方八方に発生させ敵を攻撃する。
16. フェイ・ガンズ・ビレルゴ
両手から無数の槍型の消滅破を超高速で撃ち放つ。自在に動かすことが可能。

### クリア完全体
クリアの完全体。その実体はクリアの「消滅の力」の本質である「シン・クリア・セウノウス」がクリア本人を取り込み変貌を遂げた姿。「消滅の力そのもの」であると同時に、生まれた時からクリアに内封されていた「魔物を滅ぼす」という意思の源。
全体的なフォルムは「シン・クリア・セウノウス」に似ているが、黒く染まった全身と四本の腕、巨大な尻尾を持ち、骸骨めいた顔の額に弱点である「力の球」を守るためのクリア本体（の抜け殻）が埋め込まれている悪魔じみた圧倒的巨体を誇る。一人称が「我」になり、それ以前には多少は存在していたクリア自身の自我は無くなっている。
無尽蔵に心の力を放出するように調整されたヴィノーを取り込み活動を開始する。一般的な魔物のような術は無いようだが全身が消滅エネルギーで出来た武器同然であり、尾の一振りで見渡す限り周囲の地形全てを平らにすることもたやすく、体中にある穴から消滅弾を連射する、口から強力な消滅エネルギーを放つ、心の力を溜めて全方位に凄まじい威力の消滅エネルギーを放出する、肩に生えた複数の巨大な角を無数の消滅弾に変えて全方位から攻撃する、下半身の巨大な球状の消滅弾を投げつける、下半身から強大な消滅波を撃つなど術に相当する攻撃方法を幾つか持っている。
清麿の「答えを出す者」の能力をもってしても「倒すための答えが見つからない」と言わしめ、訓練を経てパワーアップした「シン・バベルガ・グラビドン」と「バオウ・ザケルガ」の連携攻撃すら一蹴。強固な意思を持つはずのシェリーを絶望させるほどの圧倒的な力を示した。力の差を見せつけられても必死にあがき続け、ボロボロになりながらも立ち向かうガッシュを嘲笑するが、ガッシュの本が金色に輝いた後にはガッシュの仲間たちの力に圧倒される。自身の力の回復と充填のために人間や普通の魔物が行くことができない宇宙に逃亡するが、最後はガッシュと全ての魔物の子供たちの思いが一つとなって生まれた「シン・ベルワン・バオウ・ザケルガ」に「力の球」ごと全身を粉砕され消滅した。

## ヴィノー
クリアの本の持ち主。赤子に近いぐらい幼く体力は低いが、その反面心の力は凄まじいものを持っており、最大級の呪文を数度使用した後でも短時間で回復するほど。また、きちんとした考え方も出来る。極めて小柄な見かけによらず、性格もかなり冷酷かつ凶暴であり口も悪い。本編では明確ではないが性別は女の子。「いけるぜぇ〜、クリア〜」が口癖。
通常はゆりかごか椅子のようなものに座り、戦闘時はクリアが自分の力を半分ほど削って作った魔物の術の力を消すバリアーに守られており、クリア本人を倒さないと破壊できない。最終決戦では「シン・クリア・セウノウス」に起こった不可解な現象を理解できずにいるなど、クリアについて全てを知っているというわけではなかった様子。生の心をクリアによって調整され、クリアが完全体となったと同時に意識を失い心の力を無限に放出するだけの状態となり、クリアに取り込まれてしまう。クリアが倒された後は実の親が見つかるまでナゾナゾ博士に保護されている。